# 973 TCN
973 TCN là một năm trong lịch La Mã.